# Lycaena supraminorpunctat
Lycaena supraminorpunctat är en fjärilsart som beskrevs av Charles Oberthür 1896. Lycaena supraminorpunctat ingår i släktet Lycaena och familjen juvelvingar. Inga underarter finns listade i Catalogue of Life.